# レイリア
レイリーア（ポルトガル語: Leiria [lɐjˈɾi.ɐ] ( 音声ファイル)）は、ポルトガル中部の都市である。レイリア県の県都であり、中心部には、42,475人、市全域で、約12万人の人々が住む。

## 地理
レイリーアは、ポルトガルの首都リスボンと第2の都市ポルトの中間に位置し、リスボンから約146km、第3の都市コインブラから約72km離れている。歴史的な建築物は、リス川沿いとレイリーア城のある丘陵地帯に多い。

## 気候
レイリーアは、大西洋に近く、それゆえに、春と夏の温度は高くまれに、8月には気温は摂氏40度に届くこともある。秋、冬は典型的な大西洋岸気候であり、雨が多く降り、風も強い。しかし、晴れる日も珍しくなく、気温も5度を下回ることはまれである。

## 歴史
他のポルトガルの都市同様、レイリーアを中心とするレイリーア地方にはかなり昔から人々が居住していた。とはいえ、いつごろ、人々が住み始めたのかという問いに対しては明確な回答は出せない。ケルト人の一部族が、レイリーア近郊に居住した遺構は残っている。その後、レイリーアは古代ローマの征服を受け、Collippoの名前で呼ばれるようになった。
西ゴート王国時代のレイリーアに関しては正確なことがわかっていないが、711年のアラブ人のイベリア半島征服以降は、レイリーアには集落が形成されていたことはわかっている。ムーア人は、レイリーア城を建設し、都市の防衛に当たっていた。

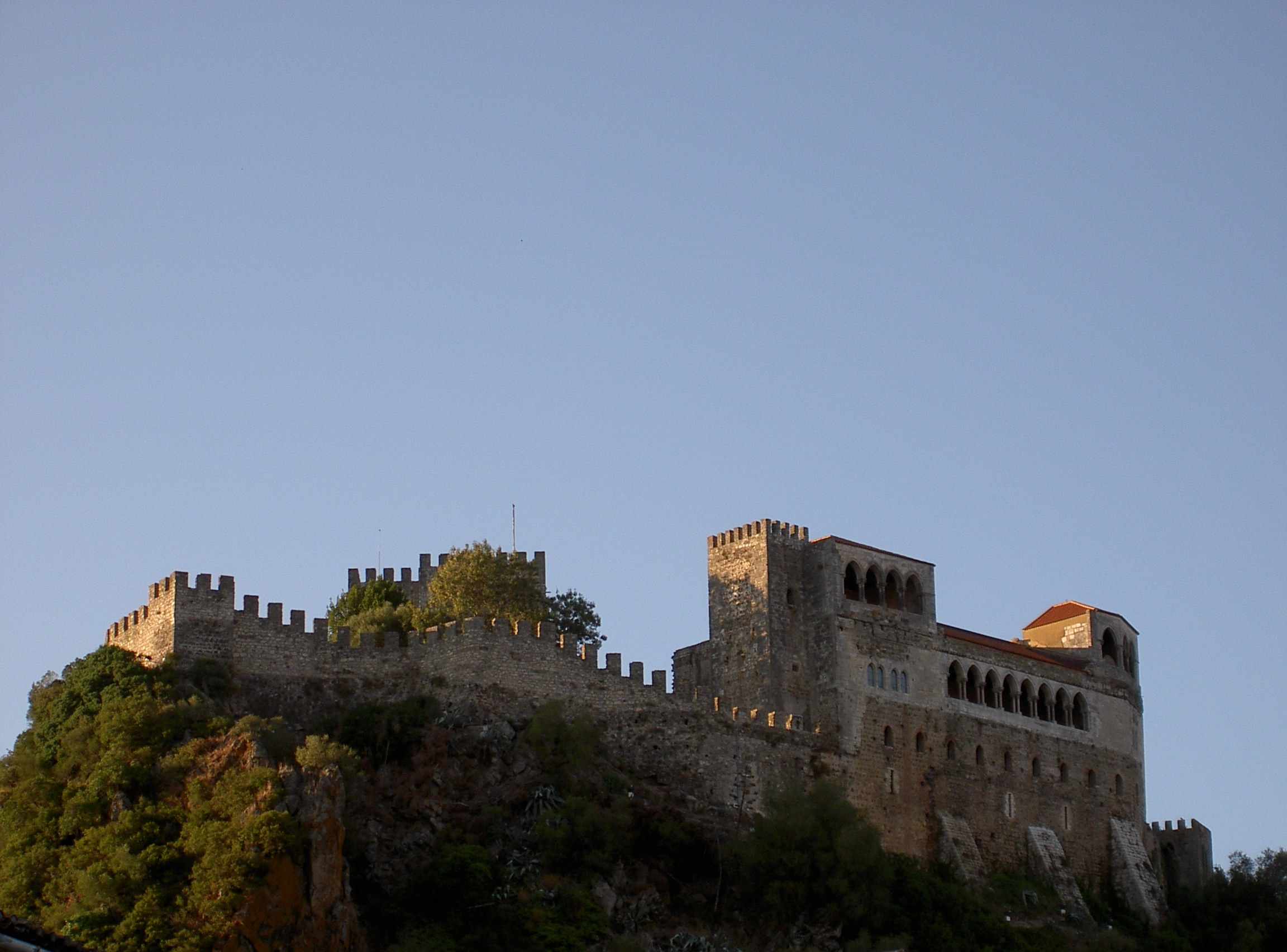
レイリーア城

レイリーア城がポルトガル王国に奪取されたのは、1135年であり、初代ポルトガル国王アフォンソ1世の時代である。いわゆるレコンキスタである。ムーア人の手により、レイリーアは、1137年に再奪取されるが、再び、1142年には、ポルトガル領に組み込まれることとなった。
アフォンソ1世とその後を継いだサンシュ1世は、城壁を修復し、レイリーアの人々の多くは城壁の中に居住して、ムーア人に備えていたようであるが、12世紀には、城壁の外側に人々が住み始めたようである。レイリーアに残る最古の教会であるサン・ペドロ教会は、この時期に建設されたロマネスク建築の教会である。
中世を通して、レイリーアは重要性を増していった。何度か国会がレイリーアで開催された。初めて、レイリーアに国会を開催したのは、1245年のことであり、アフォンソ2世の主催であった。14世紀には、ディニス1世は、城壁やダンジョンの修復を実施した。また、現在では失われてしまったが、レイリーアの王宮を建設した。
ディニス1世は、海岸線の近くに、松を植林した。ディニス1世が植林した松は立派に成長し、15世紀のエンリケ航海王子に始まるポルトガルの大航海時代を支える船の材料として用いられることとなった。
15世紀の終わりにかけて、レイリーアは発展を続けた。レイリーア城が建つ丘陵地帯からリス川にかけて都市の建設が続いた。レイリーアでは、ポルトガルで初めて、紙に印刷された本が出版された。紙の材料はディニス1世が植林した木々が使われた。
1550年には、マヌエル1世によって、ルネサンス建築とマヌエル建築が融合した建築物の代表であるレイリーア大聖堂が建設された。16世紀の画家シマオン・ロドリゲスによって描かれた祭壇画がある。レイリーア大聖堂は、18世紀に改築されている。
20世紀になると、レイリーアは、中世ほどの繁栄は、見受けられないが、それでもなお、レイリーア地方の商業の中心地、交通の要衝としての賑わいを見せている。

## スポーツ
UEFA EURO 2004が、2004年に、ポルトガルで開催され、レイリーアにあるエスタディオ・Dr. マガリャンイス・ペッソアでも、試合が行われた。
UDレイリアがレイリーアを本拠地としてポルトガルのサッカーリーグであるカンペオナート・デ・ポルトゥガル（3部）に参加している。

## 産業
レイリーアの産業はサービス産業が主である。また、プラスチック、鋳型といった製造業、ペットフード、製粉業、セメント、観光といった産業も盛んである。

## 姉妹都市
- マリンガ、ブラジル
- サン＝モール＝デ＝フォッセ、フランス
- 徳島市、日本
- セトゥーバル、ポルトガル
- オリベンサ、スペイン
- de:Rheine、ドイツ
- ハルトン、イングランド
- pt:Município de São Filipe、カーボベルデ
- ナンプラ、モザンビーク
- サンパウロ市、ブラジル